# پلزر (کارولینای جنوبی)
پلزر(به انگلیسی: Pelzer) شهری در ایالت کارولینای جنوبی کشور ایالات متحده آمریکا است که جمعیت آن در سرشماری سال ۲۰۱۰ میلادی، ۸۹ نفر بوده‌است.